# Thomas Schmidt (Fußballspieler, 1965)
Thomas Schmidt (* 19. September 1965) ist ein ehemaliger deutscher Fußballspieler.

## Werdegang
Schmidt begann mit dem Fußballspielen beim TSV Holzheim aus Holzheim bei Neu-Ulm. 1980 wechselte er auf die andere Seite der Donau und schloss sich der Jugendmannschaft des seinerzeitigen Zweitligisten SSV Ulm 1846. Anfang 1985 rückte er in den Profikader auf, anlässlich des 3:3-Unentschiedens gegen Blau-Weiß 90 Berlin debütierte er am 2. Februar des Jahres in der 2. Bundesliga und krönte seinen ersten Einsatz mit dem Treffer zum 3:0-Halbzeitstand. Am Ende der Saison 1984/85 stieg er mit der Mannschaft um Dieter Kohnle, Marcus Sorg, Erich Steer, Peter Assion und Günter Berti ab. Im anschließenden Oberligajahr schaffte der Defensivspieler mit seinen Mitspielern den sofortigen Wiederaufstieg und spielte zwei weitere Jahre mit Ulm in der 2. Bundesliga. Trotz eines Trainerwechsels von Aufstiegstrainer Werner Nickel zu Klaus Toppmöller im April 1988 stand am Ende der Spielzeit 1987/88 der erneute Abstieg, daraufhin verließ er den Klub.
Schmidt wechselte zum Ligarivalen Eintracht Braunschweig. Nach drei weiteren Jahren in Liga 2, wechselte er zum SC Freiburg. Mit Freiburg schaffte er den Aufstieg in die Bundesliga. Hier spielte er ein Jahr für Freiburg und zwei Jahre für den TSV 1860 München.